# Memphis Slim
Memphis Slim, né le 3 septembre 1915 à Memphis et mort le 24 février 1988 à Paris, de son vrai nom John Len Chatman, est un chanteur et pianiste de blues américain qui a perpétué la tradition du boogie-woogie. Il est considéré comme un des représentants du Chicago blues.

## Biographie
Il est né à Memphis (Tennessee). Son premier pseudonyme est Peter Chatman qui est en fait le nom de son père. Toutes ses compositions sont signées sous ce premier pseudonyme. Il prendra le nom de Memphis Slim beaucoup plus tard.
Il commence à jouer du piano dans les années 1920. Il rencontre Roosevelt Sykes qui l'influencera beaucoup. Il déménage à Chicago à la fin des années 1930 et enregistre son premier disque en 1940 chez la compagnie Okeh. Il enregistre ensuite chez Bluebird avec Sonny Boy Williamson I. Dans les années 1960, il joue avec le contrebassiste Willie Dixon et le guitariste Matt Murphy, et accompagne le chanteur folk Pete Seeger.
Après une tournée en Europe, il quitte les États-Unis et s'installe à Paris en 1962, où il joue régulièrement Aux Trois Mailletz. Il joue et enregistre également à Londres. En 1973 il participe au festival de Montreux. En 1986, il est promu commandeur de l'Ordre des Arts et des Lettres par Jack Lang (alors ministre français de la Culture). Il meurt à Paris le 24 février 1988 à 72 ans.

## Son œuvre
Il a enregistré plus de 300 albums depuis 1939 jusqu'à sa mort ; certains enregistrements inédits sont sortis en 2006.
Il est l'auteur de nombreux standards comme Every Day I Have the Blues ou Mother Earth.
Il a influencé de nombreux pianistes.

## Dans la culture populaire
- L'auteur-illustrateur Jean Claverie a dédié à Memphis Slim les deux livres pour enfants qu'il a consacrés au blues, Little Lou (1990) et La route du sud (2003), s'inspirant de lui pour son personnage de petit pianiste. Memphis Slim a préfacé le premier d'entre eux mais est mort avant d'avoir pu voir le livre terminé.
- Le roman semi-autobiographique de David McNeil Angie ou les douze mesures d'un blues (2007) imagine la rencontre d'un jeune guitariste et de Memphis Slim dans les années 60. Le narrateur devient road manager du pianiste de blues et le suit dans ses tournées[1].
- En avril 2011, le label BDMusic édite le premier BD album dédié à Memphis Slim ; 48 titres sur 2 CD accompagnés d'une BD signée Will Argunas relatant la vie de « l'ambassadeur du blues ».
- La série This is Us utilise le titre Frisco Bay de Memphis Slim dans l'épisode 16 de la saison 1 (2017)[2].

## Discographie

### Albums
| Year | Title | Label                         |
| ---- | --- | ----------------------------- |
| 1959 | Memphis Slim at the Gate of Horn                                                                              | Vee-Jay                       |
| 1959 | Memphis Slim and the Real Boogie-Woogie                                                                       | Folways                       |
| 1960 | Memphis Slim and the Honky-Tonk Sound                                                                         | Folkways                      |
| 1960 | Travelling with the Blues                                                                                     | Storyville                    |
| 1960 | Blue This Evening                                                                                             | Black Lion                    |
| 1960 | Pete Seeger at the Village Gate with Memphis Slim and Willie Dixon, Vol. 1                                    | Folkways                      |
| 1960 | Songs of Memphis Slim and "Wee Willie" Dixon                                                                  | Folkways                      |
| 1961 | Tribute to Big Bill Broonzy                                                                                   | Candid                        |
| 1961 | Steady Rollin' Blues: The Blues of Memphis Slim                                                               | OBC                           |
| 1961 | Memphis Slim U.S.A.                                                                                           | Candid                        |
| 1961 | Broken Soul Blues                                                                                             | Beat Goes On                  |
| 1961 | Chicago Blues: Boogie Woogie and Blues Played and Sung by Memphis Slim                                        | Folkways                      |
| 1961 | Blues by Jazz Gillum Singing and Playing His Harmonica, with Arbee Stidham and Memphis Slim                   | Folkways                      |
| 1961 | Just Blues (en)                                                                                               | Bluesville                    |
| 1961 | No Strain (en)                                                                                                | Bluesville                    |
| 1962 | Sonny Boy Williamson and Memphis Slim, In Paris                                                               | GNP Crescendo                 |
| 1962 | Memphis Slim and Willie Dixon at the Village Gate with Pete Seeger                                            | Folkways                      |
| 1962 | Pete Seeger at the Village Gate with Memphis Slim and Willie Dixon, Vol. 2                                    | Folkways                      |
| 1962 | All Kinds of Blues (en)                                                                                       | Bluesville                    |
| 1962 | World's Foremost Blues Singer                                                                                 | Strand Records                |
| 1963 | Alone with My Friends (en)                                                                                    | Battle                        |
| 1963 | Jazz in Paris: Aux Trois Mailletz                                                                             | Polydor                       |
| 1964 | Clap Your Hands                                                                                               | Maison De Blues               |
| 1967 | Legend of the Blues Vol. 1 (en)                                                                               | Jubilee                       |
| 1967 | Bluesingly Yours                                                                                              | Maison De Blues               |
| 1968 | Lord Have Mercy on Me                                                                                         | Maison De Blues               |
| 1969 | The Bluesman (released 1975)                                                                                  | Maison De Blues               |
| 1969 | Mother Earth                                                                                                  | One Way Records               |
| 1970 | The Blue Memphis Suite                                                                                        | Maison de Blues               |
| 1970 | Messin' Around with the Blues                                                                                 | King                          |
| 1971 | Boogie Woogie                                                                                                 | Maison de Blues               |
| 1971 | Born with the Blues                                                                                           | Fuel 2000                     |
| 1971 | Blue Memphis                                                                                                  | Wounded Bird                  |
| 1972 | South Side Reunion, with Buddy Guy and Junior Wells                                                           | Sunny Side                    |
| 1972 | Old Times, New Times with Roosevelt Sykes, Buddy Guy and Junior Wells                                         | Barclay                       |
| 1973 | The Legacy of the Blues Vol. 7 (en)                                                                           | Sonet                         |
| 1973 | Memphis Slim                                                                                                  | Storyville                    |
| 1973 | Soul Blues | Acrobat                       |
| 1973 | Raining the Blues                                                                                             | Fantasy                       |
| 1973 | Favorite Blues Singers                                                                                        | Folkways                      |
| 1973 | Very Much Alive and in Montreux                                                                               | Universal International       |
| 1974 | Memphis Heat, with Canned Heat (recorded 1973)                                                                | Blue Star                     |
| 1975 | Going Back to Tennessee                                                                                       | Maison de Blues               |
| 1978 | Blues and Women                                                                                               | Isabel Records                |
| 1981 | Rockin' the Blues                                                                                             | Charly                        |
| 1981 | I'll Just Keep on Singin' the Blues                                                                           | SLG                           |
| 1982 | Can A White Man Play And Sing The Blues ?                                                                     | Milan                         |
| 1982 | Fip Fil and Fim                                                                                               | Milan                         |
| 1990 | Steppin' Out: Live at Ronnie Scotts                                                                           | Castle Music UK               |
| 1990 | Together Again One More Time, with Matt Murphy (two-CD set including Eddie Taylor, Still Not Ready for Eddie) | Texas Music Group             |
| 1990 | Parisian Blues                                                                                                | EmArcy                        |
| 1990 | The Real Folk Blues                                                                                           | MCA                           |
| 1992 | Blues Masters Vol 9: Memphis Slim                                                                             | Storyville                    |
| 1992 | Pinetop's Boogie Woogie                                                                                       | Antone's                      |
| 1993 | London Sessions 1960                                                                                          | Sequel Records UK             |
| 1994 | The Blues Collection Vol 13: Beer Drinkin' Woman                                                              | ADD                           |
| 1994 | Lonesome | Legacy International          |
| 1994 | Live at the Hot Club                                                                                          | BMG International             |
| 1995 | Boogie After Midnight                                                                                         | Chicago Music                 |
| 1995 | Jazz & Blues collection                                                                                       | Edition Atlas                 |
| 1996 | The Complete Recordings, Vol. 1: 1940–1941 (Peter Chatman as Memphis Slim)                                    | EPM Musique                   |
| 1996 | Come Back & Other Classics                                                                                    | Masters Intercontinental      |
| 1996 | The Bluebird Recordings, 1940–1941                                                                            | RCA                           |
| 1997 | Dialogue in Boogie, with Philippe Lejeune                                                                     | Happy Bird                    |
| 1998 | Lonely Nights                                                                                                 | Catfish                       |
| 1998 | Very Best of Memphis Slim: The Blues Is Everywhere                                                            | Collectables                  |
| 1999 | Life Is Like That                                                                                             | Charly UK                     |
| 2000 | The Folkways Years, 1959–1973                                                                                 | Smithsonian Folkways          |
| 2000 | Blues at Midnight                                                                                             | Catfish                       |
| 2000 | Memphis Slim at the Gate of the Horn                                                                          | Vee-Jay                       |
| 2000 | Live at Antone's Vol. 1                                                                                       | Antone's                      |
| 2001 | The Complete Recordings, Vol. 2: 1946–1948                                                                    | EPM Musique                   |
| 2001 | Essential Masters                                                                                             | Cleopatra                     |
| 2001 | Blue and Lonesome                                                                                             | Arpeggio Blues                |
| 2001 | Ambassador of the Blues                                                                                       | Indigo UK                     |
| 2002 | The Complete Recordings, Vol. 3: 1948–1950                                                                    | EPM Musique                   |
| 2002 | I Am the Blues                                                                                                | Prestige Elite                |
| 2002 | Kansas City                                                                                                   | Classic World                 |
| 2002 | Boogie for My Friends                                                                                         | Black & Blue France           |
| 2002 | The Come Back                                                                                                 | Delmark                       |
| 2002 | Blues Legends: Memphis Slim                                                                                   | Lead                          |
| 2003 | Three Women Blues                                                                                             | Time Wind (Germany)           |
| 2003 | The Complete Recordings, Vol 4: 1951–1952                                                                     | EPM Musique                   |
| 2004 | Worried Life Blues                                                                                            | Quadromania Klassik (Germany) |
| 2004 | Grinder Man Blues                                                                                             | Snapper UK                    |
| 2004 | The Best of Memphis Slim                                                                                      | Liquid 8                      |
| 2005 | Boogie for Two Pianos, Vol. 1, avec Jean-Paul Amouroux                                                        | Elyon                         |
| 2005 | Paris Mississippi Blues                                                                                       | Sunny Side                    |
| 2005 | Double-Barreled Boogie, with Roosevelt Sykes                                                                  | Sunny Side                    |
| 2006 | Forty Years of More                                                                                           | Passport Audio                |
| 2006 | Memphis Suite                                                                                                 | Sunny Side                    |
| 2006 | Rockin' This House: Chicago Blues Piano 1946–1953                                                             | JSP Records                   |
| 2006 | The Sonet Blues Story                                                                                         | Verve Records                 |
| 2006 | An Introduction to Memphis Slim                                                                               | Fuel 2000                     |
| 2007 | The Ultimate Jazz Archive 14 1940–41                                                                          | Carinco AG                    |
| 2007 | Sings the Blues                                                                                               | Wnts                          |
| 2007 | Chicago Blues Masters Vol. 1, with Muddy Waters                                                               | Capitol                       |
| 2007 | Cold Blooded Woman                                                                                            | Collectables Records          |
| 2008 | Greatest Moments                                                                                              | Stardust                      |
| 2008 | Four Walls | Jukebox Entertainment         |
| 2008 | Born to Boogie                                                                                                | Unlimited Media               |